# 阿瑟·拉德
阿特·拉德（英語：Art Rudd；1890年10月22日—1968年4月14日），美国足球后卫，曾两次代表美国国家队出场，其中一次是1924年夏季奥运会。

## 国家队
在1924年夏季奥运会上美国队首轮战胜爱沙尼亚的比赛中，拉德首次出场。美国队在奥运会上被淘汰后的两场友谊赛中，拉德在第二场出场，並最終以1-3负于爱尔兰。

## 職業
拉德还在美国足球联盟效力了两个赛季，他在1924-1925赛季为弗莱舍纱线队打了18场比赛，并在1925-1926赛季为费城田径俱乐部打了19场比赛。